# 多叶花椒
多叶花椒（学名：Zanthoxylum multijugum）为芸香科花椒属下的一个种。产于贵州等地。功效是祛风散寒止痛，一般用于风寒感冒，头痛，风湿关节冷痛，牙痛等症状。

## 相关论述
《贵州草药》：“散寒，镇痛。”

## 扩展阅读
- 維基物種上的相關：多叶花椒